# Joan Maria Guasch i Miró
Joan Maria Guasch i Miró (Barcelona, 28 d'agost del 1878 – 15 de juliol de 1961) va ser un poeta català, Mestre en Gai Saber el 1909.

## Vida
Va ser el primer de quatre fills (Joan Maria, Antoni Maria, Maria de la Mercè i Agnès) del matrimoni entre Joaquim Guasch i Ribera i Júlia Miró i Marcet. Es va casar el 1902 amb Dolors Sagrera i Puig, i van tenir 8 fills (Jordi, Maria Elvira, Ramon, Júlia, Josep Maria, Núria, Agnès, i Marta). Després de la mort de Dolors es va casar amb Maria Montserrat Borrat i Bou (1942). D'aquest matrimoni van tenir 3 fills (Joan Maria, Manuel, i Joan Antoni). Va morir als 83 anys.

## Obra
La seva poesia té arrels en l'obra de Joan Maragall i Gorina. Va practicar un tracte íntim amb la natura, amb una gran familiaritat amb els temes de muntanya. Va destacar en l'espiritual finor de la forma, gràcil i desimbolta, i sobretot en la volguda parvitat de la matèria. No es va preocupar dels estímuls humans ni va cercar escenes excepcionals. La descripció efusiva d'aspectes quotidians dels paisatges que contempla li basten per animar les seves poesies.
Va participar assíduament als Jocs Florals de Barcelona, guanyant un gran nombre de premis. Ha estat una de les persones que més premis ha guanyat en aquest certamen. El 1909 va ser proclamat Mestre en Gai Saber.
Per la seva activitat occitanista i el seu relleu amb les lletres catalanes, en 1933, el govern francès li concedí el grau de Cavaller de la Legió d'Honor.
La seva segona dona, Maria Montserrat Borrat, va fundar l'Editorial Estel el 1942 gràcies a la seva col·laboració econòmica.

### Llistat d'obres
- Poesies (1890)
- Joventut (1900)
- Pirinenques (1910), la seva obra més característica
- Ofrena (1912)
- Camí de la font (1930) (Premi Fastenrath el 1932)
- La rosa dels cinc sentits (1937)
- Amor i tardanies
- Poemet de claustre (1948)

Poemes presentats als Jocs Florals de Barcelona
- Per les montanyes (1900), premi de l'Englantina d'or
- Del seu àlbum (1900), 1r accèssit a la Flor Natural
- Soleyada (1900), 3r accèssit a la Flor Natural
- La nit ab los pastors (1903, 2n accèssit a la Flor Natural
- Retaule (1904), accèssit a premi ordinari
- Plafons(1908), accèssit a premi ordinari
- Ègloga (1908), premi de la Flor Natural
- Poemet del claustre (1909), premi de la Viola d'or i argent
- L'amor que torna (1919), premi de la Flor Natural
- Branca florida (1920), premi de la Flor Natural
- La Flor vermella (1924), premi de la Flor Natural
- La nit al bosc (1926)
- Passa l'amor (1930), premi de la Flor Natural
- Vida-Amor (1933), premi extraordinari del Consistori